# Espostoa lanata subsp. huanucoensis
Espostoa lanata subsp. huanucoensis ist eine Unterart der Pflanzenart Espostoa lanata in der Gattung Espostoa aus der Familie der Kakteengewächse (Cactaceae). Das Epitheton huanucoensis verweist auf das Verbreitungsgebiet nahe der peruanischen Stadt Huánuco.

## Beschreibung
Espostoa lanata subsp. huanucoensis wächst strauchig mit verzweigten Trieben und erreicht Wuchshöhen von 2 bis 3 Metern. Die spreizenden, grünen Triebe messen 6 bis 10 Zentimeter im Durchmesser. Es sind 17 bis 25 Rippen vorhanden, die 5 bis 7 Millimeter hoch sind und auf denen sich gelblich bräunlich befilzte Areolen befinden. Die 30 bis 40 nadeligen Dornen sind leuchtend goldgelb und 0,5 bis 1 Zentimeter lang. Das Cephalium umfasst fünf bis acht Rippen, ist 1 bis 2 Meter lang und besteht aus weißen Haaren mit einer Länge von 5 bis 7 Zentimeter.
Die weißen Blüten sind 5,5 bis 7 Zentimeter lang. Die grünen oder rötlich braunen Früchte besitzen eine Länge von 2 bis 3,5 Zentimeter.

## Verbreitung und Systematik
Espostoa lanata subsp. huanucoensis ist in Peru in der Region Huánuco verbreitet.
Die Erstbeschreibung als Espostoa huanucoensis erfolgte 1981 durch Friedrich Ritter. Graham J. Charles stellte 2002 die Art als Unterart zur Art Espostoa lanata.

## Nachweise